# Prior Bluff
Das Prior Bluff ist ein Felsenkliff im ostantarktischen Mac-Robertson-Land. Es ragt zwischen dem Manning- und dem Greenall-Gletscher im Zentrum des Mawson Escarpment auf.
Luftaufnahmen der Australian National Antarctic Research Expeditions aus den Jahren 1956, 1960 und 1973 dienten seiner Kartierung. Das Antarctic Names Committee of Australia benannte es 1973 nach dem Geologen und Geophysiker Lancelot Sidney Prior (1913–1984), der von 1948 bis 1974 für das Bureau of Mineral Resources, Geology and Geophysics tätig war.